# Hyperbaenus ebneri
Hyperbaenus ebneri is een rechtvleugelig insect uit de familie Gryllacrididae. De wetenschappelijke naam van deze soort is voor het eerst geldig gepubliceerd in 1932 door Karny.